# Bactrocera beckerae
Bactrocera beckerae är en tvåvingeart som först beskrevs av Hardy 1982.  Bactrocera beckerae ingår i släktet Bactrocera och familjen borrflugor. Inga underarter finns listade.